# Arka Smaku
Arka Smaku (ang. Ark of Taste) – internetowy katalog żywności, produktów należących do kultur i tradycji z całego świata, zagrożonych wyginięciem. Inicjatorem projektu jest organizacja Slow Food, projekt prowadzi jej organ Fundacja Slow Food na rzecz Bioróżnorodności (ang. Slow Food Foundation for Biodiversity). Projekt ma na celu zwrócenie uwagi na zagrożone produkty i wsparcie w ten sposób ich zachowania w poszczególnych społecznościach lokalnych. Na liście znajdują się odmiany roślin, rasy zwierząt hodowlanych oraz zwierzęta dzikie, a także gotowe produkty spożywcze wraz z technologią ich wytwarzania, wiedzą i umiejętnościami producentów. W roku 2019 na liście znajdowały się 5072 produkty.
Inspiracją do powstania Arki był fakt, iż w XX wieku w Europie zanikło bądź wyginęło 75% produktów spożywczych (warzyw, owoców, zbóż, odmian żywca). W tym samym okresie w Ameryce spotkało to aż 93% obecnych na rynku produktów.
We Włoszech prowadzeniem programu zajmuje się 196 lokalnych ośrodków, w pozostałych krajach świata około 65.
W 2019 roku na liście produktów związanych z Polską znajdowały się 52 produkty, między innymi unikalne dla Polski:
- Polska czerwona krowa, hodowana w Małopolsce między innymi przez cystersów ze Szczyrzyca[5],
- Oscypek[6],
- Polska fasola z orzełkiem[7],
- Fasola Piękny Jaś z Doliny Dunajca[8],
- Dolnośląski Piernik Figuralny[9],
- Piwo Sobótka Górka[10].

W innych krajach opieką objęte są m.in.: wanilia (Madagaskar), olej arganowy (Maroko), ziemniaki andyjskie (Peru), kury znoszące wyłącznie niebieskie jaja (Chile), kawa huehuetenango (Gwatemala), śliwki slatko (Bośnia i Hercegowina), ser z mleka jaków (Tybet), czarna świnia gaskońska (Francja), czarna fasola tolosa (Hiszpania), ser cheddar z hrabstwa Somerset w Anglii, wołowina z bydła szarego (Ukraina).